# Кутни (река)
Кутни (на английски: Kootenay River) е река в Югозападна Канада (провинция Британска Колумбия) и САЩ (щатите Монтана и Айдахо), ляв приток на река Колумбия.
Дължината ѝ от 781 км, ѝ отрежда 28-о място сред реките на Канада.
Реката се образува от сливането на реките Вермильон (лява съставяща) и Тъмбинг Крийк (дясна съставяща) на 51°09′09″ с. ш. 116°09′20″ з. д. / 51.1525° с. ш. 116.155556° з. д., на 1407 м н.в. в националния парк „Кутни“ в Скалистите планини. В горното си течение реката тече в южна посока, при селището Чанъл Флатс минава само на 3 км южно от извора на река Колумбия – езерото Колумбия и при селището Бул Ривър се влива в язовира Кукануса, построен през 1973 г. на границата между Канада и САЩ. Недалеч от град Либай (2628 души, щата Монтана) Кутни изтича от язовира, завива на запад, а след това на северозапад, навлиза в щата Айдахо, преминава през град Бонърс Фери (2543 души) и отново се връща на канадска територия южно от град Крестън (5306 души). От там реката продължава на север, навлиза от юг в езерото Кутни, в него завива на запад, минава покрай град Нелсън (10 230 души, най-голямото селище по течението ѝ), изтича от езерото и срещу град Касългар се влива от ляво в река Колумбия на 420 м н.в.
Площта на водосборния басейн на реката е 50 298 km2, като 37 698 km2 са на канадска територия, а останалите 12 600 km2 на американска. Основните ѝ притоци са: леви – Палисър, Уайт, Бул, Елк, Фишер; десни – Сейнт Мъри, Як, Мойи, Гоут, Дънкан, Слокан.
Основно подхранване – снежно-дъждовно. Среден многогодишен дебит в устието 782 m3/s, като максимумът е през май-юни 4930 m3/s, а минимумът – през януари-февруари 104 m3/s.
По протежението на реката от Чанъл Флатс до Рузвил и в най-горното ѝ течение преминава канадскато провинциално шосе № 93, а от Крестън, покрай езерото Кутни през град Нелсън до град Касългар провинциално шосе № 3А. В щата Монтана от Юрика до Либай покрай левия бряг на язовира Кукануса преминава щатско шосе № 37, ат Либай до град Бонърс Фери в щата Айдахо – междущатско шосе № 2.
През пролетта на 1807 г. Дейвид Томпсън, служител-геодезист на „Северозападната компания“, занимаваща се с търговия на ценни животински кожи пресича в западно направление Скалистите планини и на 51° 30′ с.ш. достига до голяма река, течаща на северозапад. Естествено, Томпсън в този момент не си и представя, че пред него е река Колумбия. Той се изкачва почти до извора на реката (езерото Колумбия и зимува в изворите на съседната, открита от него река Кутни.
На другата година Томпсън се заема да разреши проблема дали река Кутни не е горното течение на Колумбия. Той проследява цялото течение на реката на юг приблизително на 300 км, където тя завива на запад, а след това на северозапад, достигайки до езерото Кутни, като по този начин открива и картира почти цялото ѝ течение.